# Olympische Winterspiele 1968/Teilnehmer (Bulgarien)
| Gelbes Symbol für Goldmedaillen mit stilisierten Olympischen Ringen | Graues Symbol für Silbermedaillen mit stilisierten Olympischen Ringen | Braundes Symbol für Bronzemedaillen mit stilisierten Olympischen Ringen |
| ------------------------------------------------------------------- | --------------------------------------------------------------------- | ----------------------------------------------------------------------- |
| —                                                                   | —                                                                     | —                                                                       |

Bulgarien nahm an den X. Olympischen Winterspielen 1968 im französischen Grenoble mit einer Delegation von sechs Athleten in zwei Disziplinen teil, davon zwei Männer und vier Frauen. Ein Medaillengewinn gelang keinem der Athleten.

## Teilnehmer nach Sportarten

### Ski Alpin
Männer
- Petar Angelow
Abfahrt: 63. Platz (2:18,71 min)
Riesenslalom: 64. Platz (4:01,83 min)
Slalom: 29. Platz (1:58,79 min)

### Skilanglauf
Männer
- Petar Pankow
15 km: 25. Platz (50:54,1 min)
30 km: 26. Platz (1:41:42,9 h)

Frauen
- Rosa Dimowa
5 km: 33. Platz (19:05,6 min)
10 km: 29. Platz (43:18,4 min)

- Welitschka Pandewa
5 km: 30. Platz (18:23,7 min)
10 km: 31. Platz (43:26,3 min)
3 × 5 km Staffel: 8. Platz (1:05:35,7 min)

- Zwetana Sotirowa
5 km: 31. Platz (18:27,3 min)
10 km: 28. Platz (42:16,5 min)
3 × 5 km Staffel: 8. Platz (1:05:35,7 min)

- Nadeschda Wassilewa
5 km: 24. Platz (17:58,7 min)
10 km: 27. Platz (41:25,8 min)
3 × 5 km Staffel: 8. Platz (1:05:35,7 min)